# Sam Morsy
Samy Sayed Morsy (arab. سام مرسي; ur. 10 września 1991 w Wolverhampton) – egipski piłkarz angielskiego pochodzenia grający na pozycji środkowego pomocnika  w angielskim klubie Ipswich Town oraz w reprezentacji Egiptu. Uczestnik Mistrzostw Świata 2018.

## Kariera piłkarska
Morsy urodził się w Wolverhampton w rodzinie egipskich emigrantów. Swoją karierę piłkarską rozpoczął w tamtejszym klubie Wolverhampton Wanderers. W 2008 roku podjął treningi w Port Vale i w 2009 roku awansował do pierwszego zespołu. 23 lutego 2010 zadebiutował w nim w rozgrywkach Football League Two w wygranym 4:0 domowym meczu z Lincoln City. Zawodnikiem Port Vale był do zakończenia sezonu 2012/2013.
Latem 2013 roku odszedł do innego klubu grającego w League Two, Chesterfield. Swój debiut w nim zaliczył 3 sierpnia 2013 w zwycięskim 2:0 wyjazdowym meczu z Bury. W sezonie 2013/2014 wywalczył z Chesterfield awans do Football League One. W Chesterfield występował do stycznia 2016.
28 stycznia 2016 przeszedł do Wigan Athletic. 30 stycznia 2016 zaliczył w nim swój debiut w lidze w wygranym 3:0 domowym meczu z Port Vale. W sezonie 2015/2016 wygrał z Wigan rozgrywki League One i awansował z nim do Football League Championship.
Latem 2016 roku został wypożyczony do Barnsley. W Barnsley zadebiutował 10 września 2016 w wygranym 2:1 wyjazdowym meczu z Preston North End. Pół roku później wrócił do Wigan, z którym w sezonie 2016/2017 spadł z Championship do League One. W sezonie 2017/2018 wrócił z Wigan do Championship.
| Sezon   | Klub           | Kraj   | Rozgrywki    | Mecze | Gole |
| ------- | -------------- | ------ | ------------ | ----- | ---- |
| 2009/10 | Port Vale      | Anglia | League Two   | 1     | 0    |
| 2010/11 | Port Vale      | Anglia | League Two   | 16    | 1    |
| 2011/12 | Port Vale      | Anglia | League Two   | 26    | 1    |
| 2012/13 | Port Vale      | Anglia | League Two   | 28    | 2    |
| 2013/14 | Chesterfield   | Anglia | League Two   | 34    | 1    |
| 2014/15 | Chesterfield   | Anglia | League One   | 39    | 2    |
| 2015/16 | Chesterfield   | Anglia | League One   | 26    | 4    |
| 2015/16 | Wigan Athletic | Anglia | League One   | 16    | 1    |
| 2016/17 | Barnsley       | Anglia | Championship | 14    | 0    |
| 2016/17 | Wigan Athletic | Anglia | Championship | 15    | 1    |
| 2017/18 | Wigan Athletic | Anglia | League One   | 41    | 2    |

## Kariera reprezentacyjna
W reprezentacji Egiptu Morsy zadebiutował 30 sierpnia 2016 roku w zremisowanym 1:1 towarzyskim meczu z Gwineą, rozegranym w Aleksandrii, gdy w 46. minucie zmienił Ahmeda Fathiego. W 2018 roku powołano go do kadry na Mistrzostwa Świata w Rosji. Rozegrał na nim jeden mecz, z Urugwajem (0:1).